# Залиман (Воронежская область)
Залима́н — село в Богучарском районе Воронежской области России. Административный центр Залиманского сельского поселения.

## География
Село примыкает с северо-востока к городу Богучар, административному центру района. Абсолютная высота — 66 м над уровнем моря.

### Часовой пояс
Село Залиман, как и вся Воронежская область, находится в часовой зоне МСК (московское время). Смещение применяемого времени относительно UTC составляет +3:00.

## История
Село основано в 1720 году жителями слободы Богучар.

## Население
| 2000 | 2005  | 2010  |
| ---- | ----- | ----- |
| 2762 | ↘2634 | ↘2569 |

## Улицы
| - ул. 30 лет Победы, - ул. 60 лет Октября, - ул. 8 Марта, - ул. Будённого, - ул. Василия Прокатова, - ул. Горького, - ул. Жлобы, - ул. Звёздная, - ул. Качко, - ул. Комарова, - ул. Космонавтов, | - ул. Красноармейская, - ул. Ленина, - ул. Луговая, - ул. Малаховского, - ул. Маяковского, - ул. Молодёжная, - ул. Набережная, - ул. Павших Партизан, - ул. Полевая, - ул. Пролетарская, - ул. Пугачёва, | - пер. Рабочий, - ул. Садовая, - пер. Северный, - пер. Советский, - ул. Степная, - пер. Халтурина, - ул. Халтурина, - ул. Школьная, - пер. Школьный, - ул. Шлях Коммуны, - ул. Энгельса. |